# Mistrzostwa Azji w Piłce Ręcznej Kobiet 2006
Mistrzostwa Azji w Piłce Ręcznej Kobiet 2006 – jedenaste mistrzostwa Azji w piłce ręcznej kobiet, oficjalny międzynarodowy turniej piłki ręcznej o randze mistrzostw kontynentu organizowany przez AHF mający na celu wyłonienie najlepszej żeńskiej reprezentacji narodowej w Azji. Odbył się w dniach 1–5 lipca 2006 roku w Kantonie. Tytułu zdobytego w 2004 roku broniła reprezentacja Japonii. Mistrzostwa były jednocześnie eliminacjami do MŚ 2007.
Turniej został rozegrany systemem kołowym w ciągu trzech meczowych dni w hali Tianhe Gymnasium, a wygrywając wszystkie trzy mecze triumfowały w nim reprezentantki Korei Południowej. Azji w turnieju finałowym mistrzostw świata przysługiwały cztery miejsca, tak więc wszystkie uczestniczące w tych zawodach zespoły uzyskały do niego awans.

## Faza grupowa
| 1 lipca 200619:00 | Korea Południowa | 39:16(16:7) | Kazachstan | Tianhe Gymnasium, Kanton |
| 1 lipca 200619:00 |                  | 39:16(16:7) |            | Tianhe Gymnasium, Kanton |

| 1 lipca 200621:00 | Chiny | 29:27(18:15) | Japonia | Tianhe Gymnasium, Kanton |
| 1 lipca 200621:00 |       | 29:27(18:15) |         | Tianhe Gymnasium, Kanton |

| 3 lipca 200619:00 | Korea Południowa | 31:23(19:13) | Japonia | Tianhe Gymnasium, Kanton |
| 3 lipca 200619:00 |                  | 31:23(19:13) |         | Tianhe Gymnasium, Kanton |

| 3 lipca 200621:00 | Chiny | 34:18(17:10) | Kazachstan | Tianhe Gymnasium, Kanton |
| 3 lipca 200621:00 |       | 34:18(17:10) |            | Tianhe Gymnasium, Kanton |

| 5 lipca 200617:00 | Japonia | 41:22(20:12) | Kazachstan | Tianhe Gymnasium, Kanton |
| 5 lipca 200617:00 |         | 41:22(20:12) |            | Tianhe Gymnasium, Kanton |

| 5 lipca 200619:00 | Korea Południowa | 27:26(14:12) | Chiny | Tianhe Gymnasium, Kanton |
| 5 lipca 200619:00 |                  | 27:26(14:12) |       | Tianhe Gymnasium, Kanton |

## Klasyfikacja końcowa
| Miejsce | Reprezentacja    | Uwagi          |
| ------- | ---------------- | -------------- |
| złoto   | Korea Południowa | awans: MŚ 2007 |
| srebro  | Chiny            | awans: MŚ 2007 |
| brąz    | Japonia          | awans: MŚ 2007 |
| 4       | Kazachstan       | awans: MŚ 2007 |